# Pior é melhor
Pior é melhor ou estilo Nova Jersey é uma técnica de desenvolvimento de software ou filosofia de design na qual a simplicidade na interface e na implementação é mais importante que qualquer outra propriedade do sistema (incluindo correção, consistência e completude).

## Origem
O expert em Lisp Richard P. Gabriel criou o conceito em 1989 e apresentou-o em Lisp: good news, bad news, how to win big (Lisp: boas notícias, más notícias, como triunfar). Uma seção do artigo intitulada O surgimento de "Pior é melhor", foi amplamente difundida no início de 1991.

## Descrição
- Simplicidade: o design deve ser simples tanto na implementação quanto na interface. No entanto, a simplicidade da implementação é mais importante que a da interface. Simplicidade é a propriedade mais importante no design.
- Correção: o design deve ser correto em todos os aspectos observáveis, mas ser simples é ligeiramente melhor que ser correto.
- Consistência: o design não deve ser exageradamente inconsistente, mas em alguns casos a consistência pode ser sacrificada pela simplicidade. Para evitar inconsistências ou complexidade na implementação é preferível eliminar as partes do design que lidam com circunstâncias pouco comuns.
- Completude: o design deve incluir tantas situações importantes quanto for prático. Todos os casos que são razoavelmente esperados devem ser incluídos. A completude pode ser sacrificada em favor de qualquer outra qualidade, e de fato deve ser sacrificada sempre que arrisque a simplicidade da implementação. A consistência pode ser sacrificada para conseguir completude se simplicidade for conservada. Em especial, a consistência da interface é de pouco valor.

## Contraste com a abordagemMIT
Além disso, Gabriel contrasta esta filosofia com a chamada abordagem MIT (também conhecida como A Coisa Certa), e afirma que Pior é melhor produz software mais bem sucedido. Sendo o programa inicial basicamente bom, fica mais fácil adaptá-lo para novas máquinas e situações, sua implementação inicial tomará muito menos tempo e esforço, e seu uso se difundirá muito antes. Uma vez distribuído sofrerá pressão para que sua funcionalidade seja melhorada, mas os usuários já terão sido condicionados a aceitar menos do que A Coisa Certa. "Portanto, o software pior-é-melhor ganhará aceitação primeiro, depois condicionará a seus usuários a esperar menos, e posteriormente será melhorado a um ponto que seja quase A Coisa Certa. Em termos concretos, ainda que em 1987 os compiladores de Lisp fossem tão bons quanto os de C, havia muito mais experts que queriam melhorar os compiladores de C do que os que queriam melhorar os compiladores de Lisp."
Outras ideias intimamente relacionadas são importantes na filosofia de design Unix e no movimento de código aberto.
O ensaio de Gabriel foi uma resposta à conferência "Mais é menos", um ataque ao design de software inchado. Nessa época, Unix e a linguagem de programação C tinham superado a Lisp como o ambiente de desenvolvimento dominante na comunidade de investigação em ciências computacionais, e as relações entre os laboratórios Bell e as comunidades de inteligência artificial do MIT eram altamente competitivas.